# إديسون فالديفيسو
إديسون فالديفيسو هو لاعب كرة قدم إكوادوري في مركز الوسط، ولد في 10 أغسطس 1989 في غواياكيل في الإكوادور. لعب مع نادي برشلونة.